# Fratellastri a 40 anni
(tagline film)
Fratellastri a 40 anni (Step Brothers) è una commedia del 2008 diretta da Adam McKay e prodotta da Judd Apatow e Jimmy Miller. È il secondo film del regista con protagonisti Will Ferrell e John C. Reilly, dopo Ricky Bobby - La storia di un uomo che sapeva contare fino a uno.
Il soggetto è stato scritto da Will Ferrell e Adam McKay, mentre la sceneggiatura da Will Ferrell, Adam McKay e John C. Reilly.

## Trama
Brennan Huff e Dale Doback, rispettivamente di 39 e 40 anni, sono due individui immaturi che vivono ancora a casa con i loro genitori. Brennan vive con sua madre divorziata, Nancy, e Dale vive con suo padre vedovo, Robert, i quali si incontrano durante una conferenza di quest ultimo, si innamorano e si sposano, costringendo Brennan e Dale a vivere insieme come fratellastri. Inizialmente i due si disprezzano a vicenda e non perdono occasione di farsi dispetti, ma la situazione degenera quando Brennan e Dale si picchiano ferocemente, visto che il primo aveva toccato, anche con i suoi testicoli, la batteria del secondo (cosa che gli aveva espressamente vietato di fare). Così, per punizione, sono costretti a stare senza televisione per una settimana e gli viene ordinato di trovare lavoro entro un mese, altrimenti saranno sfrattati.
Quando Derek, un agente di una compagnia di noleggio elicotteri di successo, nonché l'arrogante fratello minore di Brennan, fa visita alla famiglia, ridicolizza apertamente il fratello e Dale, il quale però gli dà un pugno in faccia. Brennan è stupito dal fatto che Dale abbia tenuto testa a suo fratello minore, mentre Alice, la moglie di Derek scontenta della sua vita, trova attraente il coraggio di Dale e inizia una relazione puramente sessuale con lui. Brennan e Dale legano grazie ai loro gusti e interessi condivisi, tra cui quello per la musica. Robert, nel frattempo, programma per loro diversi colloqui di lavoro, ma i loro risultati sono scarsi e poi vengono attaccati mentre tornano a casa da dei ragazzini. Robert e Nancy rivelano che con l'aiuto di Derek intendono vendere la casa, andare in pensione e viaggiare per il mondo sulla barca a vela di Robert. Inoltre iscrivono Brennan e Dale in terapia e aprono conti bancari affinché possano vivere finché non trovano lavoro; in questo periodo, i due si adoperano per fare in modo che Derek non riesca nell'intento di vendere la casa, mentre Brennan è attratto dalla sua terapista, Denise, senza essere ricambiato.
Alla festa di compleanno di Derek, Dale e Brennan annunciano di aprire una loro compagnia di intrattenimento, "Prestige Worldwide", mostrando un video musicale osceno intitolato "Barche e Porche", che hanno filmato sulla barca di Robert a sua insaputa. La presentazione fallisce quando il video mostra la barca che si schianta, mandando in frantumi i sogni di Robert e Nancy e mettendo a dura prova il loro matrimonio. A Natale, Robert e Nancy annunciano che stanno per divorziare, sconvolgendo Brennan e Dale, che si incolpano a vicenda e finiscono per azzuffarsi di nuovo; così i due prendono strade separate, vivono in modo indipendente e gradualmente diventano adulti funzionanti. 
Brennan trova lavoro presso la società di noleggio di elicotteri di Derek e si offre volontario per supervisionare un evento prestigioso, il Catalina Wine Mixer. Assume la società di catering che impiega Dale e invita Robert e Nancy a partecipare. La festa va bene finché il cantante di una cover band di Billy Joel non perde la pazienza con un disturbatore e viene portato via. Derek incolpa Brennan per il fiasco e lo licenzia. Quando tutto sembra perduto, Robert incoraggia Brennan e Dale a essere di nuovo i loro eccentrici sé bambini e ad esibirsi per salvare la festa. La coppia sale sul palco e Brennan canta una versione spagnola di "Con te partirò", mentre Dale lo accompagna alla batteria. Derek è così commosso dalla performance del fratello che fa pace con lui e Dale interrompe la sua relazione con Alice, con suo sgomento. 
Sei mesi dopo, Robert e Nancy sono tornati insieme e vivono nella loro vecchia casa, mentre Brennan e Dale hanno trasformato "Prestige Worldwide" in una società di intrattenimento di successo che possiede vari bar e club karaoke. Robert ha trasformato la sua barca in una casa sull'albero come premio per la determinazione dei due protagonisti e la terapista Denise confessa la sua attrazione per Brennan. Durante i titoli di coda, Dale e Brennan si vendicano sui bambini che li avevano picchiati in precedenza, per poi allontanarsi prima che arrivi la polizia.

## Incassi
Il film ha incassato 128 milioni di dollari di cui 100 in patria.

## Home Video
Da dicembre 2008 è distribuito in DVD e Blu-ray.